# Pardosa indecora
Pardosa indecora là một loài nhện trong họ Lycosidae.
Loài này thuộc chi Pardosa. Pardosa indecora được Ludwig Carl Christian Koch miêu tả năm 1879.